# Anzac biscuit
Las Anzac biscuits son unas galletas muy populares originarias de Nueva Zelanda y Australia. Desde siempre se han asociado con el Ejército de Australia y Nueva Zelanda (Australian and New Zeland Army Corps, ANZAC) que se creó durante la Primera Guerra Mundial), cuyas siglas dan nombre a la galleta.
Cuenta la leyenda que las mujeres de los soldados destinados al extranjero enviaban estas galletas a sus maridos, ya que gracias a sus ingredientes se conservaban durante mucho tiempo y resistían las condiciones del transporte naval. La receta original de esta galleta consta de copos de avena, harina, coco rallado, azúcar,  mantequilla, sirope dorado, bicarbonato de sodio y agua hirviendo. Una de las peculiaridades que la caracterizan y que ayuda a que se conserven tanto tiempo es que no lleva huevos.
Existen variantes de esta receta y las galletas conocidas popularmente como Anzac biscuits son diferentes de las que recibían los soldados, que solían llamarse Anzac tiles (tejas Anzac), haciendo referencia a su dureza, o Anzac wafers (oblea Anzac), de forma irónica, ya que las obleas son blandas. Estas eran lo que se conoce como hardtack (galleta náutica), sustituían el pan y eran muy duras y resistentes.

## Orígenes
Los orígenes del Anzac biscuit son poco claros. Existen básicamente dos teorías: la de un origen que nos situaría en la Primera Guerra Mundial (explicado en el apartado anterior) y la de un origen más remoto, ligado a las tradiciones del lugar.
En un discurso ante la Federación de los Institutos de la Mujer de Otago del este (Nueva Zelanda), la profesora Helen Leach del Departamento de Arqueología de la Universidad de Otago declaró que el término Anzac apareció por primera vez en un anuncio de la séptima edición del libro de recetas St Andrew's Cookery Book (Dunedin, 1915). En dicha publicidad, se presentaba como un bizcocho y no como una galleta; aunque los ingredientes estaban especificados, faltaban las instrucciones de elaboración. Según la profesora Leach, no puede considerarse como una verdadera variante del Anzac biscuit.
La edición de The War Chest Cookery Book (libro de cocina destinado a recaudar fondos para financiar la guerra) publicado en 1917 en Sídney, incluía una receta de Anzac biscuit. Sin embargo, la receta correspondía a otro tipo de galleta dado que se incluían en su elaboración ingredientes como huevos, canela, especias variadas y harina de arroz.
Lo que hoy conocemos como Anzac biscuit aparece en The War Chest Cookery Book bajo el nombre de rolled oats biscuits (galletas de copos de avena). La combinación del nombre Anzac y de la receta que actualmente le asociamos aparece en la novena edición del libro de recetas St Andrew's Cookery Book (Dunedin, 1921) con el nombre de Anzac crispies. Las versiones posteriores de esta publicación renombraron las galletas Anzac biscuits y los demás libros de cocina australianos hicieron lo mismo. Según la profesora Leach, la investigación podría revelar referencias anteriores de la receta en Australia o Nueva Zelanda.

## Aspectos legales
Anzac es un término protegido por la legislación australiana y, para ser utilizado con fines comerciales, debe tener previa aprobación por parte de un departamento del gobierno australiano, que vela por los intereses de los veteranos que participaron en la Primera Guerra Mundial y sus familias. Así pues, las restricciones de este término están contempladas por la ley de Nueva Zelanda, donde el Gobernador general puede controlar el uso comercial de esta palabra u otras que se asemejen. Se puede emplear Anzac biscuits siempre que las galletas que así se denominen se hayan elaborado siguiendo la receta original y se vendan con este nombre y nunca como galletas comunes. Un ejemplo de aplicación de esta restricción se produjo en septiembre de 2008 cuando la cadena de restaurantes Subway tuvo que suprimirlas de su menú, por no ser elaboradas siguiendo dicha receta.

## Comercialización y beneficios generados
Las Anzac biscuits se venden en tiendas y supermercados. Los beneficios que se obtienen gracias a su comercialización se destinan a asociaciones como la RSA (Royal New Zeland Returned Services’ Association) o la RSL (Returned and Services League of Australia). Ambas son organizaciones creadas a finales de la Primera Guerra Mundial –en 1916– para apoyar, ayudar y dignificar a los soldados australianos que habían participado en el conflicto. La RSA es una asociación neozelandesa que organiza actividades para conmemorar el conflicto y vela por la paz; la RSL representa los exintegrantes e integrantes de las Fuerzas Armadas de Australia y tiene la misión de garantizar que el país sea seguro, estable y progresista.
Hay una parte de las Anzac biscuit producidas en Australia que se comercializa en los supermercados de Gran Bretaña, donde un porcentaje de los beneficios que se generan se destinan a la Royal British Legion, la asociación análoga a la RSL en el continente europeo. En España, el producto que más se parece a las Anzac biscuit son las galletas marineras Daveiga, las cuales aparecieron con las grandes travesías en barco del siglo XV.

## Receta
- Wikilibros alberga un libro o manual sobre Anzac biscuits.